# 브래들리 그레그
브래들리 그레그(Bradley Gregg, 1966년 11월 8일 ~ )는 미국의 영화 감독, 배우, 텔레비전 배우, 영화 프로듀서이다.
할리우드에서 태어났다.

## 영화
- 나이트워치 (1998년)
- 더 풋 슈팅 파티 (1994년) - 엉클 로즈 역
- 트래비의 실종 (1993년)
- 아이 오브 스톰 (1991년)
- 피셔 킹 (1991년)
- 위기의 사생활 (1990년)
- 폭력 교실 1999 (1989년)
- 인디아나 존스 - 최후의 성전 (1989년)
- 댄스 파티 (1988년)
- 나이트메어 3 - 꿈의 전사 (1987년) - 필립 앤더슨 역
- 스탠 바이 미 (1986년) - 아이볼 챔버스 역
- 컴퓨터 우주 탐험 (1985년)
- 아빠는 멋쟁이 (1982년)